# 후지타 요시아키
후지타 요시아키(일본어: 藤田 義明, 1983년 1월 12일 ~ )는 일본의 전 축구 선수이다.

## 구단 경력
그는 2005년부터 2020년까지 J리그의 제프 유나이티드 지바, 오이타 트리니타, 주빌로 이와타에서 활동하였다.